# Chromatomyia gentii
Chromatomyia gentii är en tvåvingeart som beskrevs av Friedrich Georg Hendel 1920. Chromatomyia gentii ingår i släktet Chromatomyia och familjen minerarflugor. Inga underarter finns listade i Catalogue of Life.